# Sebastianusstraße 9 (Korschenbroich)

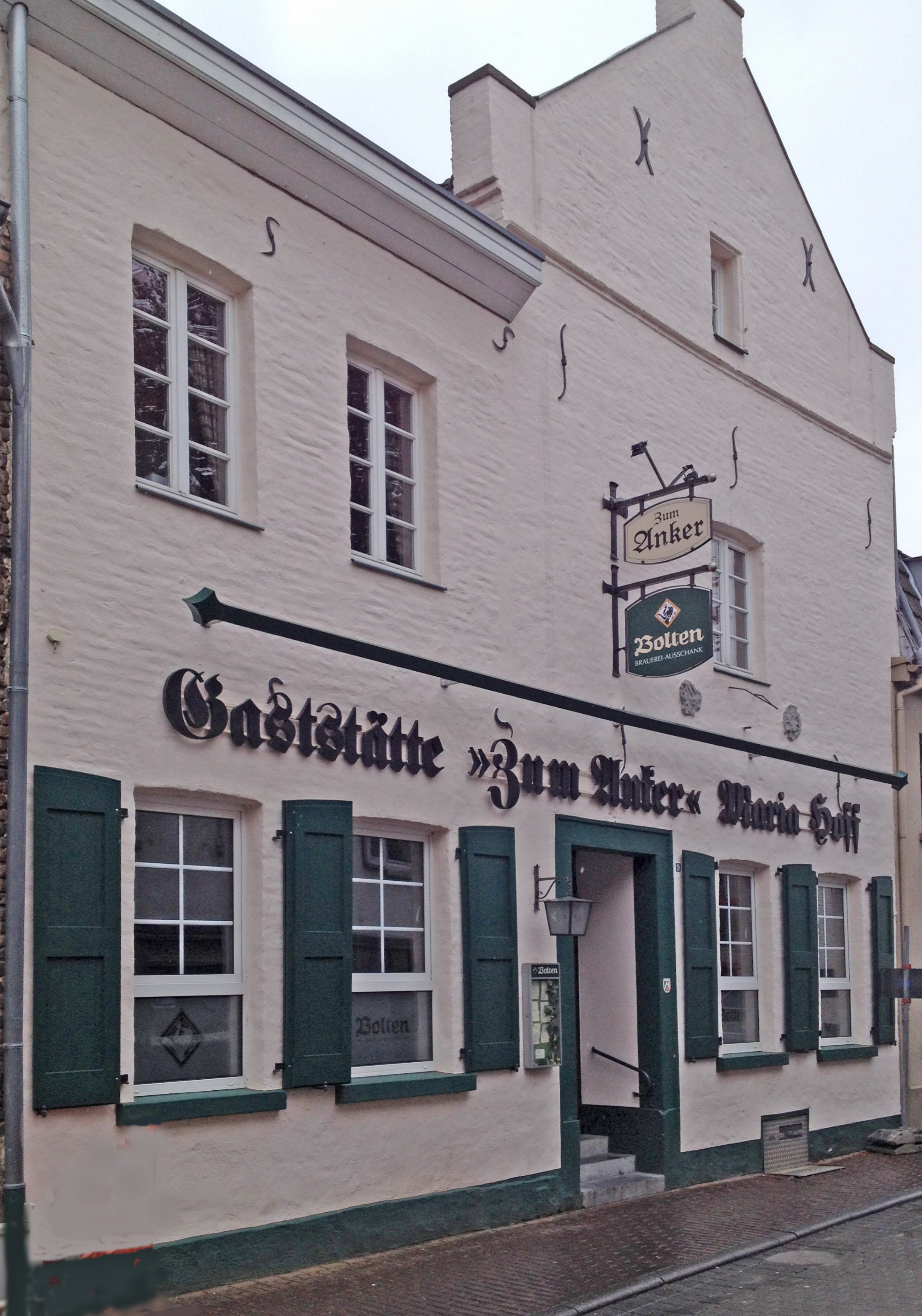
Gaststätte „Zum Anker“

Das Gebäude Sebastianusstraße 9 steht in Korschenbroich  im Rhein-Kreis Neuss in Nordrhein-Westfalen. Es wurde vermutlich um 1500 erbaut und im Jahr 1740 durch einen übergiebelten Anbau ergänzt. Heute wird es als Gaststätte und Brauereiausschank „Zum Anker“ genutzt.
Das Haus wurde am 26. August 1985 unter Nr. 030 in die Liste der Baudenkmäler in Korschenbroich eingetragen.

## Architektur
Es handelt sich um ein zweigeschossiges Haus in nicht durchgezogenen Achsen, verputzt mit Ankersplinten, eine Seite übergiebelt. Die Fenster im Erdgeschoss wurden verändert.

## Geschichte
Das Gebäude hat Holzbalken, die nachweislich etwa 500 Jahre alt sind. Demnach müsste das Haus um 1500 erbaut worden sein. Der Gewölbekeller wurde teilweise mit Quadern aus Liedberger Sandstein errichtet, welche Spolien aus der antiken römischen Zeit darstellen. Im Jahre 1716 überstand das Gebäude den großen Brand in Korschenbroich, bei dem fast alle Häuser im Ortskern zerstört wurden. 1740 wurde ein Anbau mit Giebel hinzugefügt. In früheren Zeiten trug das Gebäude das Wappen von Myllendonk, so dass davon auszugehen ist, dass das Haus spätmittelalterliche Ursprünge hat und im Eigentum der Herren von Myllendonk war. Somit dürfte das Gebäude zu den ältesten erhaltenen Bauwerken von Korschenbroich gehören.
Nach einer Brandstiftung im Jahr 2009 musste das Gebäude vollständig entkernt werden und der Dachstuhl erneuert werden. Bei der Restaurierung wurden in einer Mauernische zwei Paar Kinderschuhe gefunden, die mindestens 300 Jahre alt sind.